# Kružno
Kružno é um município da Eslováquia, situado no distrito de Rimavská Sobota, na região de Banská Bystrica. Tem 6,2 km² de área e sua população em 2018 foi estimada em 367 habitantes.

## Demografia
| Ano:        | 1994 | 2004   | 2014   | 2024   |
| ----------- | ---- | ------ | ------ | ------ |
| Broj ljudi: | 323  | 352    | 366    | 360    |
| Razlika:    |      | +8,97% | +3,97% | -1,63% |

| Ano:               | 2023 | 2024   |
| ------------------ | ---- | ------ |
| Número de pessoas: | 359  | 360    |
| Diferença:         |      | +0,27% |